# 西経21度線
西経21度線（せいけい21どせん）は、本初子午線面から西へ21度の角度を成す経線である。北極点から北極海、グリーンランド、アイスランド、大西洋、南極海、南極大陸を通過して南極点までを結ぶ。西経21度線は、東経159度線と共に大円を形成する。

## 通過する地域一覧
西経21度線は、北極点から南極点まで南に向かって以下の場所を通っている。
| 地理座標                                             | 国土・領土・領海 | 備考                                          |
| ---------------------------------------------------- | ---------------- | --------------------------------------------- |
| 北緯90度0分 西経21度0分 / 北緯90.000度 西経21.000度  | 北極海           |                                               |
| 北緯81度13分 西経21度0分 / 北緯81.217度 西経21.000度 | グリーンランド   |                                               |
| 北緯78度28分 西経21度0分 / 北緯78.467度 西経21.000度 | Jøkelbugten      |                                               |
| 北緯77度56分 西経21度0分 / 北緯77.933度 西経21.000度 | グリーンランド   |                                               |
| 北緯73度27分 西経21度0分 / 北緯73.450度 西経21.000度 | 大西洋           | グリーンランド海                              |
| 北緯65度23分 西経21度0分 / 北緯65.383度 西経21.000度 | アイスランド     |                                               |
| 北緯63度49分 西経21度0分 / 北緯63.817度 西経21.000度 | 大西洋           |                                               |
| 南緯60度0分 西経21度0分 / 南緯60.000度 西経21.000度  | 南極海           |                                               |
| 南緯73度57分 西経21度0分 / 南緯73.950度 西経21.000度 | 南極大陸         | イギリス領南極地域（ イギリスが領有権を主張） |